# ريتشارد جي. ألين
ريتشارد جي. ألين هو طبيب بيطري وسياسي أمريكي، ولد في 6 أغسطس 1933 في إيثاكا في الولايات المتحدة. نشط حزبياً في الحزب الجمهوري. وقد انتخب عضو مجلس ولاية ميشيغان ‏.